# Pacta sunt servanda
Il brocardo pacta sunt servanda (in italiano: i patti devono essere osservati) esprime un principio fondamentale del diritto civile e del diritto internazionale.
Nel diritto civile pacta sunt servanda sintetizza il principio del carattere vincolante del contratto.

## Diritto internazionale
Pacta sunt servanda esprime un principio fondamentale e universalmente riconosciuto del diritto internazionale generale, ovverosia il diritto che si applica a tutti gli Stati e sul quale si basano le relazioni internazionali tra gli Stati: i patti, i trattati, le intese o più in generale gli accordi degli Stati vanno rispettati.
L'art. 26 della Convenzione sul diritto dei trattati (Vienna, 23 maggio 1969) è rubricato pacta sunt servanda e afferma: «Ogni trattato in vigore vincola le parti e deve essere da esse eseguito in buona fede».

## In Italia

### Diritto civile
Nel diritto italiano il principio viene stabilito dall'art. 1372 del codice civile, con il quale si stabilisce che il contratto ha forza di legge tra le parti, ovverosia «fa legge fra le parti» e può essere sciolto soltanto per mutuo consenso o per cause ammesse dalla legge. Secondo alcuni studiosi, fra i quali il Roppo, "Una volta concluso, il contratto getta un vincolo sopra le parti, le «impegna», nel senso che esse non possono più sottrarsi ai suoi effetti, i quali a questo punto si producono, piaccia o non piaccia alle parti".
Il principio confligge con quelli introdotti dalle normative che agevolano l'esercizio, laddove riconosciuto, del diritto al recesso dal contratto, ad esempio da alcune norme dell'Unione europea o da elaborazioni locali come il Codice del consumo.

### Adattamento costituzionale
L'art. 10 comma 1 della Costituzione italiana stabilisce che "L'ordinamento giuridico italiano si conforma alle norme di diritto internazionale generalmente riconosciute." Tale norma si riferisce appunto alle consuetudini internazionali (assieme ad altre controverse fonti generali internazionali) sancendo l'obbligatorietà all'interno dell'ordinamento giuridico italiano di queste ultime. Poiché "pacta sunt servanda" è appunto una consuetudine internazionale e come tale vincolante tutti gli stati (per l'Italia in virtù dell'art. 10), autorevole dottrina (Rolando Quadri) è giunta a sostenere che anche ai patti debba conformarsi l'ordinamento giuridico italiano in ossequio al principio previsto dall'art. 10. Se un patto non venisse rispettato dall'Italia, si violerebbe non già lo stesso patto ma al contempo una norma di rango costituzionale. 
Tuttavia - a parte il riconoscimento di una impeccabile argomentazione logica - non si può, secondo altra parte della dottrina (Benedetto Conforti), accettare una simile teoria, in quanto la differente volontà del costituente nel redigere l'art. 10 è messa in luce dai lavori preparatori; né potrebbe ipotizzarsi l'assurgere di un trattato internazionale a rango di norma costituzionale. Visto il proliferare degli accordi nei più disparati settori, si rischierebbe, accettando la visione del Quadri, di aggirare importanti garanzie costituzionali - che richiedono il procedimento legislativo ordinario, quando non addirittura il procedimento di revisione costituzionale, per essere modificate - mediante la stipula di trattati. La legge costituzionale 3/2001 ha introdotto nell'art. 117, comma 1, della Costituzione l'obbligo, per le leggi statali e per quelle regionali, di rispettare i vincoli derivanti dal diritto dell'unione europea e dagli obblighi internazionali, colmando così una lacuna sul valore giuridico dei trattati.